# Сотник, Юрий Вячеславович
Ю́рий Вячесла́вович Со́тник (11 июня 1914, Владикавказ — 3 декабря 1997, Москва) — русский, советский и российский писатель, драматург, автор книг для подростков.

## Биография
Родился во Владикавказе, потом семья переехала в Москву.
Свой первый рассказ о котёнке, живущем в их коммунальной квартире, Юрий написал в четвёртом классе.
Окончив школу, много путешествовал по России, был фотолаборантом, работал сплавщиком на реке Лене, рыбачил. С увиденного начал писать рассказы. Первым же его печатным трудом было описание того, как можно самостоятельно изготовить фотоаппарат, отмечал В. Гиленко. 
В 1938 году вступил в литобъединение при издательстве Советский писатель.

Первый напечатанный рассказ «„Архимед“ Вовки Грушина» выпустил в 1939 году. В нем Сотник описал, как в детстве хотел построить подводную лодку. В послевоенные годы он выпускал много рассказов о жизни подростков, попадавших в разные истории. Многие его герои были пионерами. По сюжету, некоторым его персонажам доводилось попадать в разные приключения, даже сидеть в засаде.

Вот как сам писатель объяснял свои рассказы: 
Скажем, я недавно познакомился с мальчиком, который не переставая говорил о ракетах, при этом солидно покашливал и крутил от волнения пуговицу на своей курточке. Или видел девочку, которая через каждые пять минут причёсывала свою чёлку и смотрелась в зеркальце. Я всё это запомнил. А потом начинаю писать книжку о фантастических приключениях мальчика и девочки. И, чтобы хорошо представить себе этих ребят, я пишу, как мальчик крутит пуговицу, а девочка постоянно смотрится в зеркальце.
Ряд рассказов 1950–1960-х годов образует цикл о сыне офицера, школьнике Лёше Тучкове и его соседях по двору, отмеченный характерным для Сотника сочетанием авантюрной интриги, лиризма и юмора.
Все произведения Сотника остросюжетны, юмористическое начало часто переплетается с героическим. Последнее писатель склонен находить и показывать в самом обыкновенном и близком. Тематика произведений Сотника —   о честности и лжи, храбрости и трусости, порядочности и непорядочности.
Творческой манере Сотника присуще мастерство построения фабулы, умение художественными средствами создать убедительные и разнообразные детские характеры.
Похоронен на Ваганьковском кладбище (участок 28).
Награждён медалью.

### Пьесы
- Старая керосинка. Комедия в 3 действиях 8 картинах (1959) // Пионер, № 3–1959

### Рассказы
Сборник «Невиданная птица» (1950):
- Невиданная птица (1949)
- Собачья упряжка (1950)
- Учитель плавания (1950)
- Песок (1950)
- «Человек без нервов» (1950)
- «Архимед» Вовки Грушина (1939) // Пионер, № 12–1939
- «Крокодилёнок» (Из дневника Сени Ложечкина) (1950)
- Райкины «пленники» (1948)
- Гадюка (1947)
- «Калуга — Марс» (1944)
- Про наши дела (1946)

Другие рассказы:
- Белая крыса (1940)
- Исследователи (1940)
- Феодал «Димка» (1940)
- Везем картошку (1947)
- Важное донесение (1948)
- Петухи (1948)
- Дрессировщики (1954)
- Хвостик (1955)
- Кинохроника (1957)
- Как я был самостоятельным (1958)
- Маска (1961) // Пионер, № 9–1962
- Как меня спасали (1962)
- Касторка (1968) // Пионер, № 8–1968
- Внучка артиллериста (1970)
- Ищу «Троекурова» (1970)
- «На тебя вся надежда…» (1970) // Пионер, № 5–1970
- Дудкин острит (1971) // Пионер, № 1–1971
- Ночью на кладбище (1996)

## Экранизации
- Как я был самостоятельным (фильм, 1962)
- ЧП в пятом «Б» (фильм, 1965)
- Два дня чудес (фильм, 1970)
- Приключение не удалось (телефильм, 1974)
- Предположим — ты капитан... (фильм, 1976)
- Петькина авантюра (фильм, 1978)
- Просто ужас! (фильм, 1982)
- Опасный приз (фильм, 1986)
- Как я был самостоятельным (фильм, 1987)
- Искатели (телесериал) (2001)